# Jakubovice
Jakubovice (niem. Jockelsdorf lub Jokelsdorf) – gmina w Czechach, w powiecie Šumperk, w kraju ołomunieckim. Według danych z dnia 1 stycznia 2012 liczyła 202 mieszkańców.

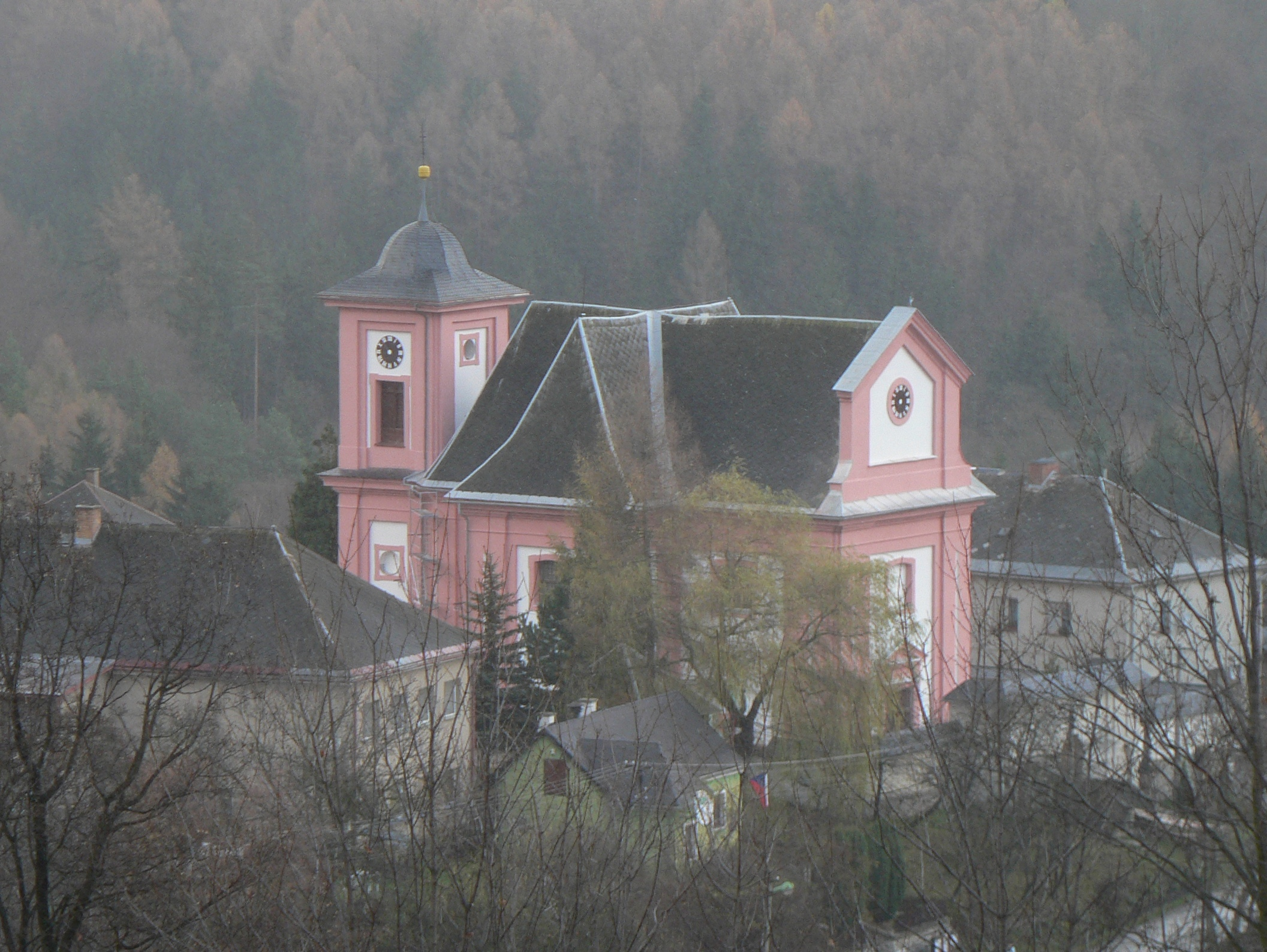
Kościół Wniebowzięcia Panny Marii z 1697 roku